# Women Who Code
Women Who Code (WWCode) foi uma organização internacional sem fins lucrativos que prestava serviços para mulheres com interesses em adentrar carreiras em tecnologia e para empresas em busca de programadores profissionais. A empresa tinha como objetivo fornecer um caminho para mulheres no mundo da tecnologia, avaliando e auxiliando no desenvolvimento de habilidades técnicas.
Além de treinamentos, avaliações profissionais, encontros e bolsas de estudo, a organização também oferecia oportunidades de networking e mentoria. Em 2023, a organização realizou mais de 16.000 eventos gratuitos em todo o mundo e conquistou mais de 343.000 membros representando mais de 147 países. No Brasil, a organização possuía uma filial em Recife.

## História
O grupo Women Who Code foi criado em 2011, porem a organização sem fins lucrativos foi fundada apenas em novembro de 2013. Suas atividades mais conhecidas foram a publicação semanal CODE Review, organização de grupos de estudo técnico gratuitos e hackathons, desenvolvimento de carreira e desenvolvimento de liderança e organização de eventos em todo o mundo com palestras com investidores e especialistas influentes da indústria de tecnologia. Durante sua trajetória conquistou o patrocínio de organizações como Google, Zendesk, VMware, KPCB, Capital One, Nike, Yelp. No verão de 2016, Women Who Code passou por um ciclo da aceleradora de startups Y Combinator.
Em 18 de abril de 2024, a organização anunciou que estaria encerrando suas atividades.

## Principais iniciativas
As iniciativas da Women Who Code incluíram:
- Organização de grupos de estudos gratuitos em diversos assuntos como Ruby, Javascript, iOS, Android, Python e Algoritmos.[8]
- Conectar membros com especialistas e investidores em tecnologia.[8][9]
- Aumentar o número de mulheres palestrantes e juradas em conferências e hackathons.[10]
- Aumentar a diversidade na comunidade tecnológica.[11]